# 마루오카정
마루오카정(丸岡町)은 후쿠이현 사카이군에 속하고 있던 정. 가에쓰 산지와 후쿠이평야 북동부를 차지하고 있었다. 중심 시가는 마루오카성의 성시로서 발전했다. 2006년 3월 20일에 마루오카정 및 미쿠니정·하루에정·사카이정 등 4개 정이 합병해 사카이시가 발족하였으며, 같은 날 마루오카정은 폐지되었다.